# Serie 9700 de CP
La Serie 9700, también conocida por su apodo, Xepas, fue un tipo de automotor, que era utilizado por la compañía de los Caminhos de Ferro Portugueses en las Líneas de Corgo y Tua.

## Historia
En 1980, la compañía de los Caminhos de Ferro Portugueses (posteriormente renombrada Comboios de Portugal) compró 10 automotores del tipo Unidad Cuádruple a diésel, construidas entre 1963 y 1969 por la empresa Đuro Daković para los servicios en Sarajevo de la operadora Ferrocarriles Yugoslavos, para ser utilizadas en las Líneas de Tua, donde sustituyó a los automotores de la CP Serie 9300, y de Corgo; antes de ser utilizadas en Portugal, no obstante, tuvieron que ser adaptados al ancho métrico, ya que su ancho original era de 760 mm, utilizada en Yugoslavia.
Su servicio en Portugal estuvo marcado por varios problemas, desde la baja calidad de los motores y de la transmisión mecánica, hasta la constante trepidación sentida por los pasajeros (lo que les valió el apodo de Xepas, en referencia a un personaje de la telenovela brasilera Doña Xepa), pasando por el hecho de las puertas abrían hacia fuera, lo que a veces provocaba heridas en los pasajeros; por otro lado, la propia estructura de los automotores dificultaba su inserción en la vía, provocando daños en la misma.
Poco tiempo después de su entrada en servicio, su formación fue alterada de Unidad Cuádruple a diésel por Unidad Doble a diésel y Unidad Triple a diésel, siendo las unidades medias excedentes abandonadas.
Entre 1992 y 1993, todos los automotores que estaban en formación Unidad Triple a diésel fueron remodelados casi totalmente, conservando apenas la caja, los bogies, y la formación; estos nuevos automotores, ahora con la designación de CP Serie 9400, pasaron a la Línea de Vouga y el Ramal de Aveiro. Varios de los automotores que tenían una composición en Unidad Doble a Diesel fueron convertidos a la CP Serie 9500 en 1995, en el ámbito del proyecto LRV2000; las restantes fueron retiradas de servicio en 1996, siendo desguazadas o abandonadas.

## Ficha técnica

### Características de explotación
- Año de entrada en servicio: 1963 a 1969[2]
- Año de entrada en servicio en Portugal: 1980[2]
- Naturaleza de Servicio: Línea
- Número de automotores: 10[6]

### Datos generales
- Ancho de Vía: 1000 mm
- Tipo de composición: Unidad Cuádruple a diésel (inicialmente); Unidad Doble a diésel y Unidad Triple a diésel (posteriormente)
- Disposición de los ejes: 2´B´+B´2´+2´B´+B´2´
- Número de Cabinas: 2
- Areneros:  neumáticos
- Comando en unidades múltiples: No tiene
- Lubrificadores de verdugos: No tiene
- Registrador de Velocidad: Hasler
- Diámetro de las ruedas (nuevas): 750 mm
- Longitud total: 59,5 metros[1]
- Tipo de tracción: Gasóleo (diésel)[6]

### Transmisión
- Tipo: Mecánica, de 5 velocidades[1]
- Fabricante: Fiat
- Características esenciales: Caja de 5 velocidades; puentes inversores - relación 3,98

### Motores de tracción
- Fabricante: Fiat[1]
- Potencia nominal (ruedas): 594 Cv
- Cantidad: 4
- Tipo: 221 HO 710[1]
- Número de Tiempos: 4
- Disposición de los cilindros: Horizontal
- Número de cilindros: 6
- Diámetro y Curso: 135x150
- Cilindrada Total: 12183 cm³
- Sobrealimentación: No tiene
- Potencia Nominal por motor (U.I.C.): 185 Cv[1]
- Velocidad Nominal: 1900 rpm
- Potencia de utilización: 185 Cv
- Potencia total: 538 kW[6]

### Pesos
- Motor Diesel: 1,370 kg
- Transmisión mecánica: 600 kg
- Bogies completos:
  - Motor: 3,850 kg
  - Libre: 2,950 kg
- Aprovisionamientos:
  - Combustíble: 4x413 kg
  - Aceite de diesel: 4x28 kg
  - Aceite de transmisión: 4x135 kg
  - Agua de refrigeración: 4x150 kg
  - Arena: 4x150 kg
  - Personal y herramientas: 200 kg
- Condiciones:
  - Motor:
    - Peso en tara: 2x22,5 T
    - Peso en orden de marcha: 2x23,5 T
    - En carga normal: 2x26,4 T
    - En carga máxima: 2x31,9 T

  - Remolque:
    - Peso en tara: 2x21,5 T
    - Peso en orden de marcha: 2x22,5 T
    - En carga normal: 2x25,7 T
    - En carga máxima: 2x28,1 T

  - Totales:
    - Peso en tara: 88 T
    - Peso en orden de marcha: 92 T
    - En carga normal: 104,2 T
    - En carga máxima: 120 T

### Partes mecánicas
- Fabricante: Đuro Daković[3]

### Sistemas de trabajo
- Fabricante: Oerlikon
- Tipo de freno automático: Aire comprimido
- Tipo de freno de emergencia: Magnético

### Sistema de hombre muerto
- Fabricante: Brissonneau & Lotz

### Características de funcionamiento
- Velocidad máxima: 60 km/h[6]
- Tracción:
  - En Arranque: 10300 kg
  - A velocidad máxima: 2200 kg

### Equipamiento de calentamiento eléctrico
- Constructor: Webasto
- Tipo: 180 WIOO
- Características esenciales: Quemador de gasóleo

### Capacidad
- Motor: 
  - Sentados: 2x38
  - En pie: 2x36
  - Total: 148
- Remolque:
  - Sentados: 3x43
  - En pie: 3x30
  - Total: 219